# Гора спокус

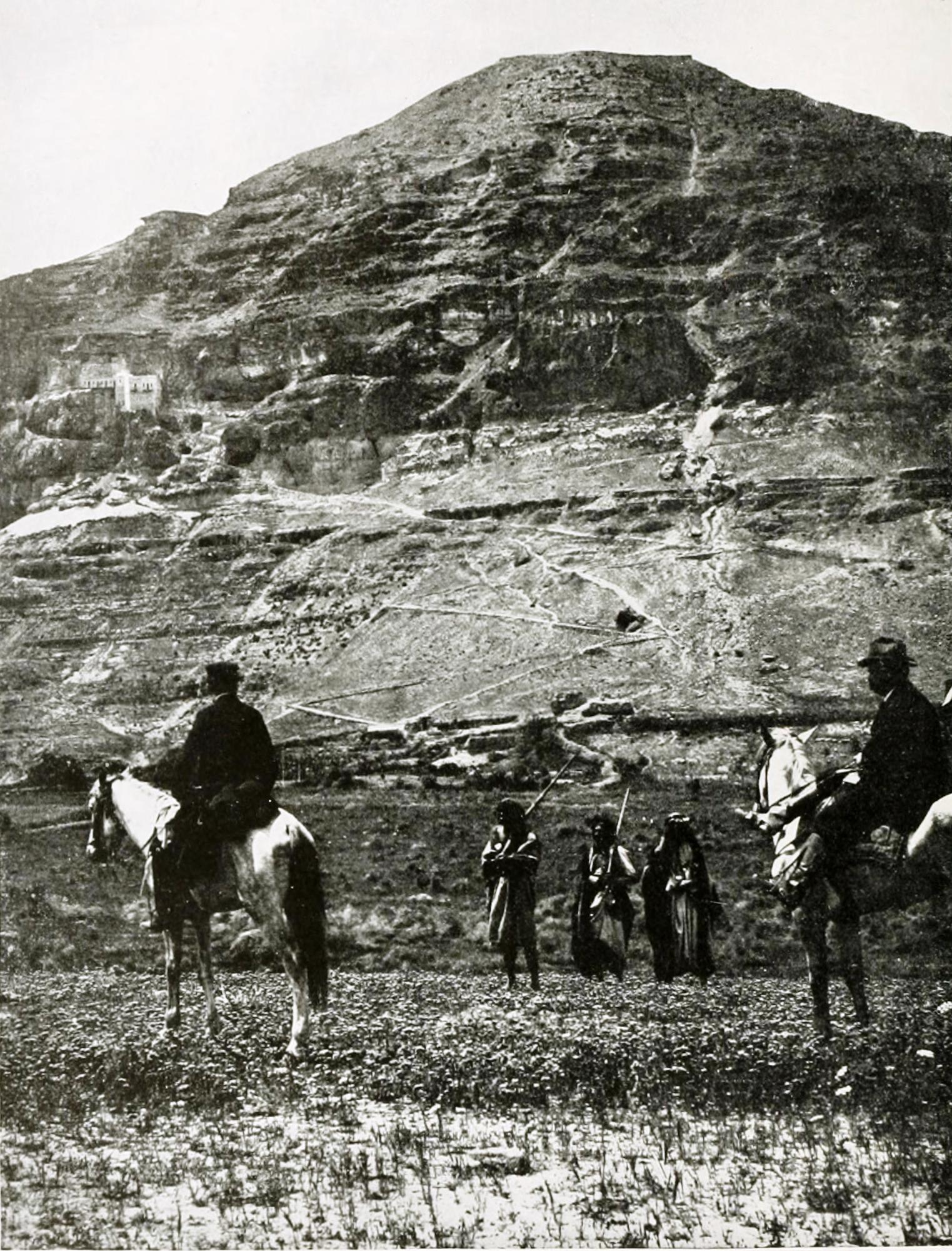
Гора спокус. 1910 р.

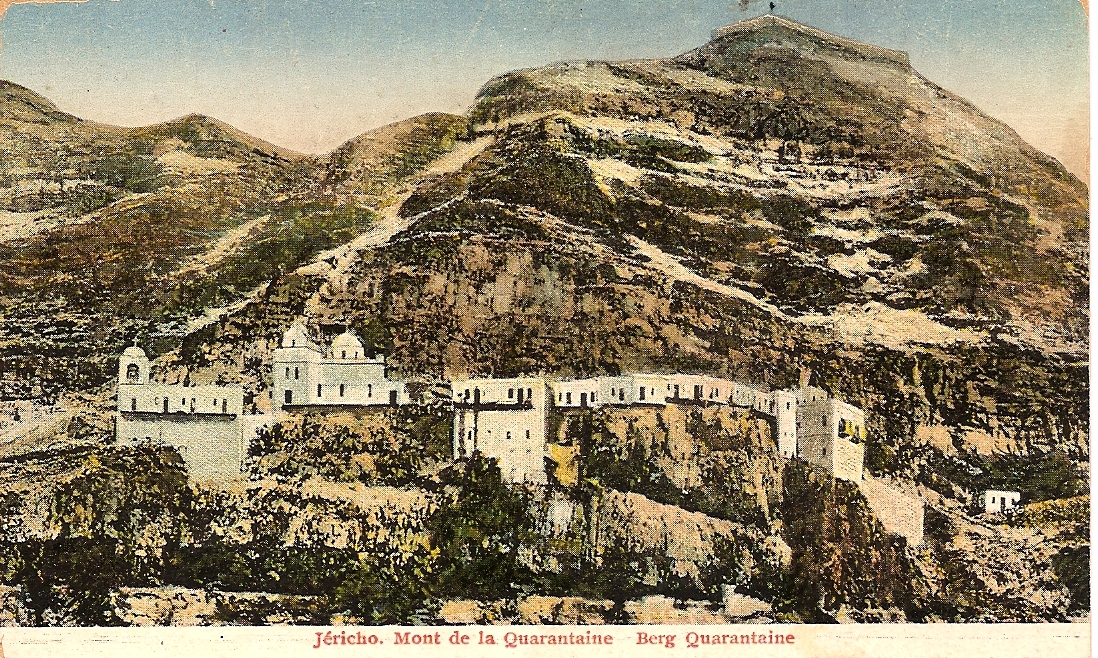
Гора спокус на старій листівці

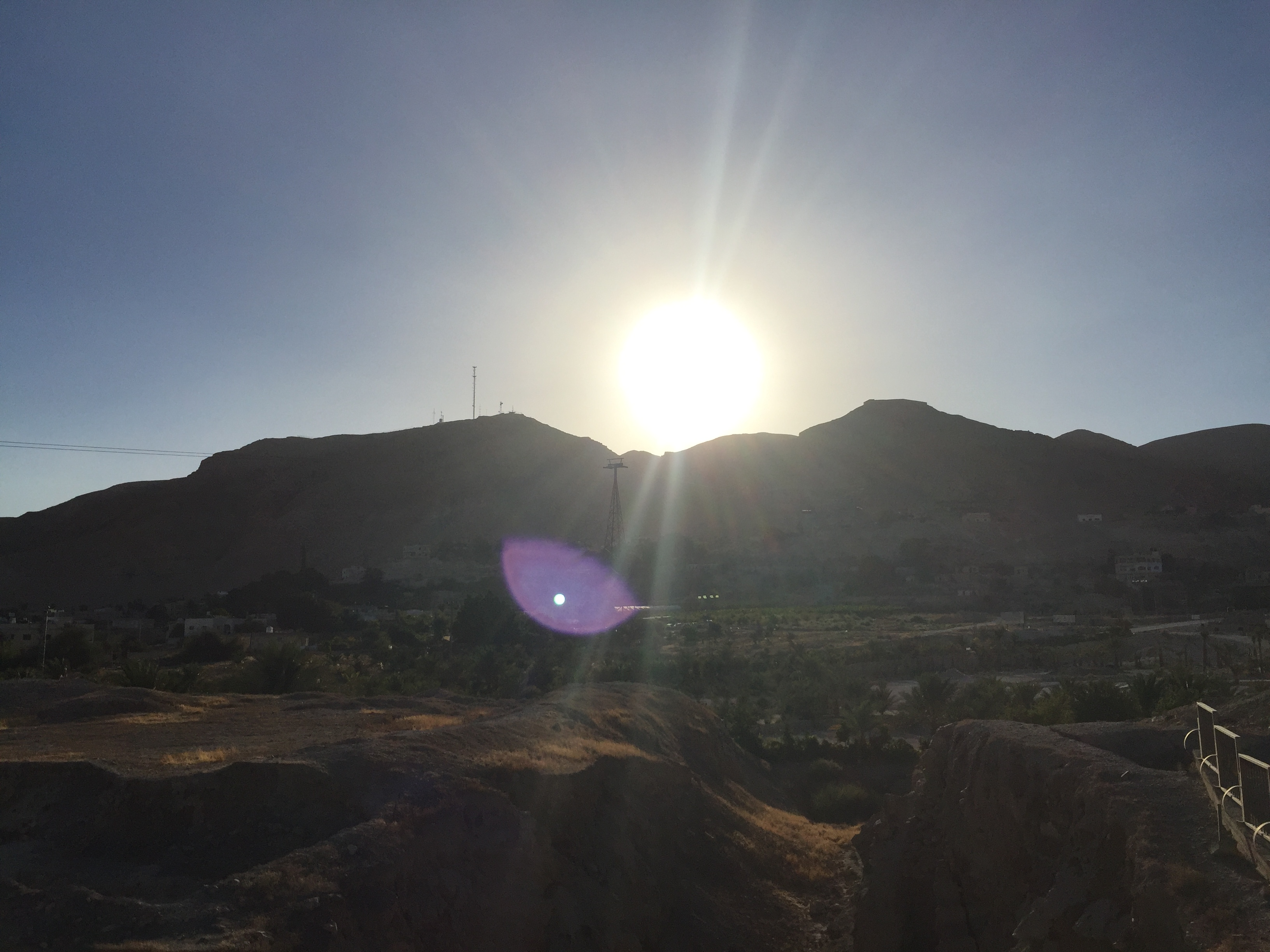
Вид на Гору Спокус з Єрихону. Ліворуч видно підвісну канатну дорогу.

Гора спокус — назва пагорба в Юдейській пустелі де за трьома синоптичними Євангеліями спокушався Ісус Христос дияволом (Мт. 4:8). Точне місце не відоме і його неможливо визначити. Часто називається Гора Карантанія (або араб. Jabal al-Quruntul від назви хрестоносців Mons Quarantania). Висота складає приблизно 366 метрів (1 201 фут).
Височіє з північного заходу над містом Єрихон на Західний берег річки Йордан. Згідно із даними Оригінальної Католицької енциклопедії (1907—1914) гора Карантанія є «вапняковою вершиною на шляху від Єрусалиму до Єрихону».

## Опис
На півдорозі до вершини гори знаходиться грецький православний монастир Каранталь (або з араб. Дейр аль-Карантал).
На вершині гори над обривом є новітня стіна, що знаходиться на руїнах часів династії Хасмонеїв (пізніше Іродіан) фортеці Док (Dok або Duq) (1 Мак. 16:15), яка згадується в Першій книзі Макавеїв, та яка згадується як Дагон в «Юдейських старожитностях» Йосипа Флавія (Ant., XIII, viii, 1; BJ, I, ii, 3). Сучасна стіна була побудована наприкінці XIX століття коли православні греки сподівались відновити інший монастир на вершині гори, але в них не вистачило грошей.
На північному схилі гори є джерело Айн Дук. 
На горі є безліч печер, що були досліджені археологами. Док і печери навколо неї були заселені до VIII століття, коли були покинуті, і потім знов заселені в часи хрестоносців.
В 1998 році, як підготовка до 2000 року, в якому очікувався значний наплив туристів, Австрійсько-Швейцарська компанія «Доппельмайр Гаравента» побудувала 1330-метрову канатну дорогу з Єрихону від городища Тель-ес-Султан, де колись знаходились доісторичні та біблійні міста, до рівня монастиря. Канатна дорога є найдовшою серед тих, що знаходяться нижче від рівня моря.

## В літературі
Гора спокус згадується у вірші „Спокуса“ Генрі Вадсворт Лонгфелло.

## Також дивитися
- Харитон Сповідник, святий преподобний монах, який заснував тут лавру на початку IV століття.
- Монастир Каранталь

## Ресурси
31°52′26″ пн. ш. 35°25′53″ сх. д. / 31.87389° пн. ш. 35.43139° сх. д.

- Jericho Cable car [Архівовано 16 червня 2008 у Wayback Machine.]